# Summerside
Summerside è una città della Contea di Prince, nell'Isola del Principe Edoardo, in Canada. È la seconda più grande città nella provincia e la principale municipalità della parte occidentale dell'isola.

## Storia
Summerside fu ufficialmente registrata come città il 1º aprile 1877 e ri-registrata come città il 1º aprile 1995. La popolazione nel 1991 contava 13636 persone.

## Economia
La più grande singola azienda cittadina è la Canada Revenue Agency, che amministra la Goods and Services Tax (GST) dal suo Centro di Riscossione di Summerside (Summerside Tax Centre).
La zona industriale di Slemon Park (più propriamente CFB Summerside) ospita una concentrazione di molte compagnie aerospaziali e di trasporto in antichi edifici militari: Vector Aerospace Engine Services Atlantic (Atlantic Turbines) ripara e ristruttuta turbine del gas di oggetti aerei, Testori Americas produce interni per veicoli aerei e per il trasporto pubblico, Honeywell produce e ripara pezzi di aerei.
La periferica zona di New Annan è il centro delle operazioni di Cavendish Farms, la più grande azienda del settore privato dell'isola. Cavendish Farms possiede due impianti di congelamento del cibo nella zona. La zona di Borden-Carleton ospita molte importanti aziende dei cittadini di Summerside, tra cui McCain Foods Limited, che opera nel campo del congelamento dei cibi.
Dalla chiusura del CFB Summerside nel 1990, la città ha cercato di attirare nuove opportunità di lavoro e ha creato l'Economic Development Business (Ufficio per lo Sviluppo Economico) allo scopo di incoraggiare gli investimenti nella città.
Nell'area di Summerside c'era, in passato, una delle più alte concentrazioni al mondo di allevamenti di Volpi Argentate Domestiche. Questo è particolarmente evidenziato al Museo delle Volpi Argentate.

## Governo
La città è governata da un sindaco e da 8 consiglieri, che rappresentano altrettante aree geografiche, chiamate circoscrizioni (wards). Il sindaco corrente è Basil Stewart, un ex-poliziotto, che ha vinto la sua nona consecutiva legislatura nel novembre 2010 e ha mantenuto la carica per più di due decadi. Stewart è anche stato presidente della Federazione delle Municipalità Canadesi (FCM).
Il Dipartimento di Polizia di Summerside conta approssimativamente 35 agenti responsabili dell'esecuzione della legge in città. Il distaccamento di East Prince della Royal Canadian Mounted Police (RCMP) è locato a North Bedeque, nella zona sud-est della città, e condivide con Summerside PD il compito di pattugliare le provinciali Route 1A e Route 2, che passano per le zone nord e est della città.

## Educazione
Summerside ha 7 scuole pubbliche inglesi: 4 elementary, 2 junior high e 1 senior high school. L'Ufficio per la Lingua Inglese ha un ufficio in città.
La città ospita anche una scuola pubblica francese, controllata dalla Commission scolaire del langue française.
Holland College, il college dell'Isola del Principe Edoardo, possiede alcuni edifici a Summerside:
- East Prince Centre
- Marine Training Centre
- Aerospace Centre
- Atlantic Police Academy
- Motive Power Centre

Il College of Piping and Celtic Performing Arts of Canada si trova anch'esso a Summerside.

## Energia
Summerside è l'unico luogo nell'isola ad avere una produzione di energia indipendente. Dopo l'acquisto di Charlottetown Light & Power nel 1918, Maritime Electric ha consolidato la distribuzione di energia elettrica nell'isola. La prima compagnia offriva di subentrare nella fornitura a Summerside, ma cedette dopo che i cittadini rigettarono molte offerte. La rete di distribuzione della città è stata collegata a quella della Maritime Electric nel 1961.
Tradizionalmente, la maggior parte della sua energia elettrica è acquistata dalla vicina centrale elettrica provinciale: NB Power. Nel 2008 il 76,5% dell'energia fornita era acquistata da NB Power. Nonostante la Summerside Electric Commission (Commissione per l'Energia Elettrica di Summerside) abbia la sua turbina diesel nella Stazione elettrica di Harvard Street che può operare per molto tempo indipendentemente dalla fornitura di NB Power, essa è usata solo in occasioni eccezionali, come interruzioni nella fornitura delle centrali elettriche del Nuovo Brunswick o della Maritime Electric.
Nel 2007 la città firmò un contratto ventennale con un'azienda privata del settore eolico, per una fornitura del 23% della sua corrente elettrica da parte di una fattoria eolica nel Western PEI.
Nel 2009 cominciarono i lavori per una fattoria eolica cittadina, comprendente quattro turbine eoliche, ciascuna capace di produrre 3 MW di corrente elettrica. L'impianto divenne operativo verso la fine del 2009 e fu immediatamente allacciata alla rete cittadina. Questo è stato il primo impianto eolico municipale funzionante in Canada. Le turbine producono, in media, il 25% dell'intero fabbisogno energetico della città. Quando l'uso della corrente elettrica in città è basso e il vento è forte le turbine riescono a produrre più di quanto la città consumi.

## Cure ospedaliere
Il Prince County Hospital, situato al limite nord della città, è il principale ospedale nella parte ovest della provincia.
L'Island Emergency Medical Service opera con due ambulanze dalla sua base in centro.

## Geografia fisica

### Clima
| Clima                     | Anno  | Gen   | Feb   | Mar   | Apr   | Mag  | Giu  | Lug  | Ago  | Set  | Ott  | Nov   | Dic   |
| ------------------------- | ----- | ----- | ----- | ----- | ----- | ---- | ---- | ---- | ---- | ---- | ---- | ----- | ----- |
| Temperature più alte      | 33.3  | 12.1  | 12.8  | 25.0  | 23.3  | 32.0 | 32.2 | 33.3 | 33.3 | 31.7 | 24.4 | 21.2  | 15.6  |
| Medie massime             | 9.7   | -3.4  | -3    | 1.2   | 6.7   | 14   | 19.6 | 23.6 | 22.9 | 18   | 11.9 | 5.6   | -0.3  |
| Medie minime              | 1.4   | -12.3 | -11.7 | -6.8  | -1.1  | 4.7  | 10.2 | 14.5 | 14.2 | 9.8  | 4.4  | -0.9  | -8    |
| Temperature più basse     | -29.9 | -29.9 | -26.1 | -23.9 | -13.4 | -5   | 0    | 6.7  | 4.4  | -0.1 | -5.6 | -13.3 | -25.6 |
| Precipitazioni millimetri | 1078  | 100.1 | 75.1  | 83.8  | 79.7  | 94   | 84.4 | 84.8 | 88.3 | 91.7 | 94.5 | 96.7  | 105   |
| Fonte: Environment Canada |       |       |       |       |       |      |      |      |      |      |      |       |       |

## Attrazioni
La Summerside Raceway è una pista da trotto per trottatori americani adiacente alla COnsolidated Credit Union Place, la più grande struttura sportiva della provincia, con un'arena da hockey che può ospitare 4000 persone e strutture per il fitness.
Altre attrazioni includono il College of Pipiong and Celtic Performing Arts, il Silver Fox Curling & Yacht Club,, il Summerside Golf & Country Club,, la PEI Sports Hall of Fame e Spinnaker's Landing.
La città ha trasformato molti siti industriali costieri abbandonati dalle ferrovie e dalla marina durante gli anni 90 del XX secolo in nuovi parchi. Una ricostruzione della diga marina della zona ovest ha permesso di creare un nuovo lungomare per residenti e visitatori lungo la costa.
L'ex-ufficio postale in Summer Street è diventato Sito Storico Nazionale del Canada nel 1983.
La squadra di pallacanestro della città è la Summerside Storm.

## Media
Summerside ha una stazione radio, FM 102.1 CJRW-FM, che trasmette musica classica. CJRW è l'unica stazione radio commerciale nella provincia i cui studi siano locati fuori da Charlottetown. Summerside è comunque servita dalle emittenti televisive con sede a Charlottetown. CBC Television ha il suo ufficio nella Contea di Prince situato a Summerside.
Il quotidiano di Summerside è il Journal Pioneer. Il giornale francese della provincia, La Voix acadienne, ha i propri uffici a Summerside